# Serpientes (M. C. Escher)
Serpientes es un grabado en madera del artista holandés M. C. Escher. La obra se imprimió por primera vez en julio de 1969 y fue la última impresión de Escher antes de su muerte.
Serpientes representa un disco formado por anillos entrelazados que se hacen cada vez más pequeños hacia el centro y hacia el borde. Hay tres serpientes atadas entre ellas a través del borde del disco. La imagen está impresa en tres colores: verde en los anillos, marrón las serpientes y negro en las sombras. El uso de serpientes y la paleta de colores de esta composición recuerda una xilografía anterior del artista, Cinta de Möbius I (1960).
La impresión tiene una simetría rotacional de orden 3, que comprende una sola imagen en forma de cuña repetida tres veces en un círculo. Esto significa que se imprimió a partir de tres bloques que se giraron sobre un alfiler para hacer tres impresiones cada uno. Una inspección minuciosa revela la marca central dejada por el pasador.
En varios trabajos anteriores, Escher exploró los límites del tamaño infinitesimal y el número infinito, por ejemplo, la serie Límite Circular, al llevar a cabo la representación de figuras cada vez más pequeñas hasta los tamaños más pequeños posibles. Por el contrario, en Serpientes, la disminución infinita del tamaño -y el aumento infinito del número- solo se sugiere en la obra terminada. Sin embargo, la impresión muestra muy claramente cómo se habría llevado a cabo esta representación hasta los límites de la visibilidad humana.